# 普法尔茨韦耶
普法尔茨韦耶（法語：Pfalzweyer，发音：[pfalsvɛjəʁ] 或 [pfalsvajəʁ]；德语：Pfalzweier）是法国下莱茵省的一个市镇，属于萨韦尔讷区和英维莱尔县（Ingwiller）。该市镇总面积2.23平方公里，2009年时的人口为313人。

## 人口
普法尔茨韦耶人口变化图示